# Jade Jagger
Jade Sheena Jezebel Jagger (nascuda el 21 d'octubre de 1971) és una dissenyadora de joies, dissenyadora d'habitatges i antiga model britànic-francesa. És filla del cantant principal dels Rolling Stones Mick Jagger i de la model de moda dels anys 70 i defensora dels drets humans Bianca Jagger.

## Biografia
Jagger va néixer el 21 d'octubre de 1971 a la residència d'avis Belvedere de París, filla única de l'estrella de rock Mick Jagger i de la seva primera dona, Bianca Jagger. Els seus pares es van divorciar quan ella era petita. És d'ascendència anglesa i nicaragüenca.
Jagger és la germanastra paterna de Karis Hunt Jagger (nascut el 1970), Elizabeth Scarlett Jagger (nascuda el 1984), James Leroy Augustin Jagger (nascut el 1985), Georgia May Ayeesha Jagger (nascuda el 1992), Gabriel Luke Beauregard Jagger (nascut el 1997), Lucas Maurice Morad-Jagger (nascut el 1999) i Deveraux Octavian Basil Jagger (nascut el 2016).

## Carrera
El 1996, Jagger va llançar Jade Inc., una marca integrada de joieria i moda, i el 2001 va començar a treballar com a directora creativa de Garrard, una empresa anglesa que es dedicava a la joieria d'alta gamma. Hi va treballar fins al 2006 i ara promou un "concepte d'estil de vida" anomenat "Jezebel" (el seu segon nom), que fusiona música, roba i estil de vida a través d'enregistraments originals, remixs, sessions unplugged i moda. També ha treballat com a model de llenceria. També ha dissenyat apartaments a tot el món, incloent una torre de residències de luxe anomenada "Jade" a Nova York i una altra a Bombai.
El 2001 va aparèixer a Being Mick, un documental que narra un any de la vida del seu pare.
L'any 2008, la carrera de Jagger va reviure, cortesia de Belvedere. Més coneguda als cercles d'accessoris per la seva època com a directora creativa a Garrard, Jagger va crear la "Jagger Dagger", una espasa amb una empunyadura d'or blanc de 18 quirats amb 12 carats (2.4 g) de diamants talla brillant, 42 safirs pàl·lids i amb incrustació d'un quadrat central de lapislàtzuli blau.
L'any 2009, Jagger va aparèixer en un videoclip en profunditat per a la revista Observer Women's, compartint una de les seves creacions, cosa a la qual ella es refereix com la seva "obra d'art", una "braçalet de cinta" que inclou algunes "cosetes de la llar fàcilment disponibles", com ara ; una "calavera i ales", una petita "palmera, una mica em recorda a casa meva a Eivissa", un grapat d'imperdibles, etc.

## Vida personal
Mentre es preparava per a l'Advanced Level al Cambridge Center for Sixth-Form Studies el 1988, Jagger va començar una relació amb el seu company de classe Piers Jackson. Ella i Piers tenen dues filles, Assisi Lola Jackson (nascuda el 1992) i Amba Isis Jackson (nascuda el 1996).
El 2004 Jagger va començar a sortir amb DJ Dan Williams. Segons alguns informes es van casar el febrer del 2009, però ella ho ha negat i es van separar el 2010.
Jagger es va casar amb el dissenyador gràfic i director d'art Adrian Fillary a Aynhoe Park, Northamptonshire, el 30 de juny de 2012. Tenen un fill, Ray Emmanuel Fillary (nascut el 2014).
Jagger es va convertir en àvia el 19 de maig de 2014, quan la seva filla Assís va donar a llum una filla, Ezra Key. El 28 de març de 2019, Assís va donar a llum una segona filla, Romy Pearl Ciara Key.